# Pontocythere americana
Pontocythere americana är en kräftdjursart som först beskrevs av Joseph Augustine Cushman 1906.  Pontocythere americana ingår i släktet Pontocythere och familjen Cushmanideidae. Inga underarter finns listade i Catalogue of Life.